# 帕拉帕拉耶姆
帕拉帕拉耶姆（Pallapalayam），是印度泰米尔纳德邦Erode县的一个城镇。总人口6499（2001年）。

## 人口
该地2001年总人口6499人，其中男性3284人，女性3215人；0—6岁人口575人，其中男315人，女260人；识字率51.39%，其中男性为61.21%，女性为41.37%。